# Microgephyra madagascariensis
Microgephyra madagascariensis är en tvåvingeart som beskrevs av Hauser 2005. Microgephyra madagascariensis ingår i släktet Microgephyra och familjen stilettflugor.
Artens utbredningsområde är Madagaskar. Inga underarter finns listade i Catalogue of Life.